# Галіндо II Аснарес
Галіндо II Аснарес (араг. Galindo II Aznárez; д/н — 922) — 7-й граф Арагону в 893—922 роках, граф Собрарбе в 905—922 роках.

## Життєпис
Походив з династії Галіндес. Син Аснара II, графа Арагону, та Онеки (донька Гарсії I, короля Наварри). У 893 році після смерті батька спадкував трон. Невдовзі долучився до союзу сусідніх християнських держав та Мухаммада аль-Тавіля, валі Уески, Мухаммада I ібн Лубба, валі Тудели й Сарагоси, спрямованого проти кордовського еміра Абдаллаха ібн Мухаммеда. Надалі успішно діяв проти останнього, скориставшись повстаннями та поразками від Астурії.
905 році спільно з Альфонсо III, королем Астурії, та Рамоном II, графом Пальярса, повалив наваррського короля Фортуна, внаслідок чого владу в Наваррі захопила династія Хіменес. Натомість Галіндо II отримав графство Собрарбе. Слідом за цим було укладено арагоно-наваррський союз, що діяв до 911 року. У 907—908 роках Мухаммад аль-Тавіль сплюндрував Собрарбе.
911 року спільно з Мухаммадом аль-Тавілем, і Абдаллахом ібн Луббом, валі Сарагоси, Галіндо II виступив проти Наварри. Союзники захопили кілька наваррських фортець, після чого через холоди повернули назад, але у фортеці Руеста їх військо потрапило в засідку, влаштовану королем Санчо I, і було майже повністю знищено. За цим король Наварри взяв фортецю Вальдонселлу, завоювавши західну частину долини річки Арагон, що змусило графа Галіндо II визнати себе васалом Санчо I.
У 920 році у битві при Вальдехункері наваррське військо зазнало поразки від маврів на чолі з еміром Абдаррахманом III. Останній після цього сплюндрував більшу частину королівства Санчо I. Цим вирішив скористатися Галіндо II Аснарес, який захопив східну долину річки Арагон. В результаті зумів відновити самостійність свого графства.
За цим спільно з Санчо I, королем Наварри, Бернардом I, графом Рібагорси, Амром ібн-Мухаммадом, валі Уески, завдав поразки валі Сарагоси. У 922 році після смерті Галіндо II в боротьбу за владу почали його донька Андрегота, дружина спадкоємця наваррського трону, позашлюбний син Гунтісло і небіж Фортун аль-Тавіль, валі Уески.

## Родина
1. Дружина — Асібелла, донька Гарсії II, герцога Гасконі
Діти:
- Тода (д/н-941), дружина Берната I, графа Рібагорси
- Редемпт, єпископ
- Міро

2. Дружина — Санча, донька Гарсії II, короля Памплони
Діти:
- Аснар
- Андрегота (д/н-972), дружина Гарсії I, короля Наварри
- Веласкіта, дружина Ініго Лопеса, сеньйора Естігі

- 6 бастардів